# Raymond-Maria Tchidimbo
Raymond-Maria Tchidimbo CSSp, auch Raymond-Marie, (* 15. August 1920 in Conakry; † 26. März 2011) war ein französisch-guineischer Ordensgeistlicher und römisch-katholischer Erzbischof von Conakry. Er war Teilnehmer aller Sitzungsperioden des Zweiten Vatikanischen Konzils. Von 1970 bis 1979 war er als politischer Gefangener im Lager Camp Boiro interniert.

## Leben
Raymond-Maria Tchidimbo trat der Ordensgemeinschaft der Spiritaner bei und empfing am 7. Oktober 1951 die Priesterweihe.
Papst Johannes XXIII. ernannte Raymond Tchidimbo am 10. März 1962 zum Erzbischof von Conakry. Er war der erste einheimische Erzbischof von Conakry. Der Erzbischof von Dakar Hyacinthe Thiandoum spendete ihm am 31. Mai desselben Jahres die Bischofsweihe; Mitkonsekratoren waren Bernardin Gantin, Erzbischof von Cotonou, und Bernard Kardinal Yago, Erzbischof von Abidjan. Der junge Bischof nahm an allen vier Sitzungsperioden des Zweiten Vatikanischen Konzils teil. Er beteiligte sich unter anderem an den Debatten über das Schema XIII (De Ecclesia in mundo huius temporis), aus dem die Pastoralkonstitution Gaudium et spes hervorging. Mit Joseph Mikararanga Busimba, Bischof von Goma, und Gustave Bouve, Bischof von Kongolo, wies er darauf hin, dass dieses Schema die gesellschaftlichen, wirtschaftlichen und kulturellen Probleme großteils aus einem westlichen Blick wahrnimmt und dargelegt. Er bemängelte, dass die Lebenswirklichkeit der Afrikaner darin kaum vorkommt und dass die afrikanische Welt in jenem Schema infolgedessen „fast vergessen“ ist.
Raymond-Maria Tchidimbo wurde am 24. Dezember 1970 auf Befehl des diktatorisch herrschenden Staatspräsidenten von Guinea, Ahmed Sékou Touré, zu lebenslanger Zwangsarbeit verurteilt. Tchidimbo galt als einziger ernstzunehmender politischer Rivale und angeblicher Agent Deutschlands. Nach acht Jahren und acht Monaten Haft und Folter in dem berüchtigten Lager Camp Boiro, davon die ersten vier Jahre in Einzelhaft, wurde er 1979 freigelassen und ging nach Kanada ins Exil.
Seinem Rücktrittsgesuch wurde am 13. August 1979 durch Papst Johannes Paul II. stattgegeben. 1984 war er Mitglied des Päpstlichen Rates für die Familie.